# حرية المعتقد في بلغاريا
ينص الدستور البلغاري على حرية المعتقد الديني، وساهمت قوانين وتشريعات أخرى على الممارسة الحرّة للدين عامةً. يعتبر الدستور المسيحية الأرثوذكسية الشرقية ديانة تقليدية؛ لذا تُعفى من الحاجة إلى تسجيلها في المحكمة كما يتطلب الأمر بالنسبة لبقية المجموعات الدينية.
تحترم السلطة عمومًا حرية المعتقد بالنسبة للمجموعات الدينية المسجلة. كانت هناك بعض المخاوف في أن الحكومة لم تتدخل مسبقًا في منع إساءة التعامل المنظمة. كما وردت تقارير متتابعة حول التعصب الذي أبدته الشرطة والسلطات المحلية خلال فترة كتابة التقارير.
وردت عدة تقارير حول انتهاكات اجتماعية أو تمييز قائم على الانتماء الديني أو المعتقد أو الممارسة. بقي التمييز والمضايقة في الأماكن العامة تجاه بعض الجماعات الدينية مشكلة ترد بشكل متقطع. وازداد عدد الحالات المعادية للسامية وتخريب المساجد أيضًا.

## الإحصائيات الدينية
تمتد الدولة على مساحة 110.990 كيلو متر مربع (42.855 ميل مربع) وبتعداد سكاني يبلغ 7 ملايين نسمة. يصنف 58% من السكان أنفسهم على أنهم مسيحيون أرثوذكسيون. تُعتبر ديانات مثل المسيحية الأرثوذكسية والإسلام السني الحنفي واليهودية والكاثوليكية ذات مكانة تاريخية ضمن ثقافة الدولة. يحتل المسلمون القسم الأكبر بين الأقليات، بنسبة تقدر بنحو 13%. تضم المجموعات الدينية التي تشكل نسبة أقل من 5% من السكان الكاثوليك والمسيحيين الأرمن واليهود والبروتستانت الإنجيليين ومجموعات أخرى. توجد هناك 107 مجموعات دينية مسجلة إضافةً إلى الكنيسة البلغارية الأرثوذكسية.
تتركز بعض الأقليات الدينية ضمن مناطق جغرافية معينة. تُعتبر جبال رودوب الممتدة جنوب حدود الدولة جنوبًا مع اليونان موطنًا للعديد من المسلمين، بمن فيهم التُّرك والغجر والمسلمون البلغار (أحفاد البلغاريين السلافيين ممن اعتنقوا الإسلام تحت الحكم العثماني). تتوضع أيضًا أعداد كبيرة من الأتراك والغجر في شمال شرق البلاد وعلى امتداد ساحل البحر الأسود. يتركز أكثر من نصف الروم الكاثوليك في البلاد حول منطقة بلوفديف. تعيش أغلبية المجتمع اليهودي من الأقليات في صوفيا وروسة وعلى امتداد ساحل البحر الأسود. بينما يتبعثر البروتستانت بشكل أكثر اتساعًا عبر البلاد. تميل المناطق التي تضم عددًا كبيرًا من السكان الغجر إلى احتواء بعض من النسب الأكبر للبروتستانت.
وفقًا لتقرير ورد عام 2005 من قبل الأكاديمية البلغارية للعلوم، شارك فقط 50% من السكان البالغ عددهم 6 ملايين نسمة -الذين يصنفون أنفسهم على أنهم مسيحيون أرثوذكس- في الشعائر الدينية الرسمية. وجد نفس الاستطلاع مشاركة 90% من الكاثوليك البالغ عددهم 70 ألف نسمة في الشعائر الدينية العامة. ينتمي تقريبًا 30% من الكاثوليك إلى الكنيسة البابوية المشرقية. غالبية المسلمين البالغ عددهم 750 هم من الطائفة السنية؛ مقابل 50 ألف من الطائفة الشيعية. يقدر عدد السكان من اليهود بنحو 3500 نسمة والبروتستانت الإنجيليين بنحو 50 ألف نسمة. كما أشار التقرير إلى ممارسة أكثر من 100 ألف نسمة بما أسموه «معتقدات غير تقليدية». (تُعتبر -عمومًا- كل من المسيحية الأرثوذكسية والإسلام السني الحنفي واليهودية والكاثوليكية معتقدات تقليدية). يُقدّر بأن 40% من ممارسي هذه المعتقدات غير التقليدية هم من الغجر.
أشارت الإحصائيات التي أوردتها تقارير إدارة مجلس وزراء الاعترافات الدينية أرقامًا مختلفة بعض الشيء، إذ أحصت وجود مليون مسلم و150 من البروتستانت الإنجيليين، إضافةً إلى 20 إلى 30 ألف مسيحي أرمني وما يقارب 3000 يهودي.

## وضع الحرية الدينية

### الأُطر التشريعية والقانونية
ينص الدستور البلغاري على حرية المعتقد الديني، وساهمت قوانين وتشريعات أخرى على الممارسة الحرّة للدين عامةً. إجمالًا ما تطبق السلطة هذه الرؤى، ويحق للمواطنين إقامة دعوى على الحكومة في حال خالفت الحرية الدينية.
سمح قانون الطوائف لعام 2002 بالممارسة الدينية السرية في حال كان الحاضرون هم فقط من أتباع الديانة، إضافة إلى السماح بممارسة الشعائر الدينية في العامة في حال كانت مفتوحة للأشخاص غير المنتمين لهذه الديانة.
ينص الدستور على أن المسيحية الأرثوذكسية الشرقية ديانةٌ تقليدية. وعين قانون الطوائف مطران صوفيا (عاصمة بلغاريا) بطريركًا للكنيسة الأرثوذكسية المشرقية، وأقرّت بكونها هيئة قانونية معفاة من التسجيل الإلزامي في المحكمة، بينما تحتاج بقية المجموعات الدينية الحصول على اعتراف قانوني في البلاد.
خصصت ميزانية الدولة مبلغ 1.8 مليون دولار أمريكي للمجموعات الدينية المسجلة. تذهب 1.4 مليون دولار من ذلك المبلغ للكنيسة الأرثوذكسية المشرقية و113 ألف دولار للمجتمع المسلم و25 ألف دولار للكنيسة الأرمنية البابوية و18 ألف دولار للمجتمع اليهودي و25 ألف دولار لبقية الجماعات الدينية المسجلة.
للحصول على الاعتراف القانوني في البلاد، على الجماعات الدينية تقديم طلب تسجيل في المحكمة، والذي عادةً ما يُقبَل. تقدم إدارة مجلس وزراء الاعترافات الدينية التي تعتبر المسؤول الرسمي عن تسجيل الجماعات الدينية آراءً متخصصة حول حالات التسجيل تحت طلب المحكمة. يحق لجميع المتقدمين استئناف قرارات التسجيل المرفوضة أمام محكمة الاستئناف. لا يوجب قانون الطوائف لعام 2002 التسجيل الرسمي المحلي لجميع الطوائف الدينية، إلا أنه في السابق أصرت بعض السلطات المحلية على تسجيل الفروع الدينية محليًا. هناك بعض المخاوف المتعلقة حول القانون كونه لا يوضح على نحوٍ كافٍ تبعات الفشل في التسجيل.
تعتبر الحكومة العطلات الدينية التالية عطلات وطنية: عيد الميلاد عند الأرثوذكس والجمعة العظيمة (جمعة الآلام) وعيد الفصح. إضافةً إلى ذلك، تحترم الحكومة عطلات المجموعات الدينية غير الأرثوذكسية، مثل المسلمين والكاثوليك واليهود والإنجيليين والبهائيين وتمنح أفرادها أيامًا دون عمل.
يحظر الدستور تشكيل أحزاب سياسية على أساس ديني، إلا أن هناك مخاوف بشأن قيام بعض الأحزاب باستغلال المشاكل الدينية لأغراض سياسية.
يسمح القانون بنشر الوسائط الدينية وتوزيع المطبوعات الدينية. إلا أن بعض البلديات توجب تصريحات محلية بخصوص توزيع المطبوعات في الأماكن العامة.
تقدم بعض المدارس الحكومية منهجًا تعليميًا دينيًا يغطي المسيحية والإسلام. يبحث المنهج في الجوانب التاريخية والفلسفية والثقافية للدين ويعرّف الطلاب على القيم الأخلاقية لمختلف الجماعات الدينية. يمكن لجميع الجماعات الدينية المسجلة رسميًا أن تطلب إدراج معتقداتها الدينية ضمن المنهاج الدراسي.
لا تسمح الحكومة بوجود الحجاب في الصور الرسمية لوثائق الهوية الوطنية.

### القيود المطبقة على الحرية الدينية
تحترم الحكومة حرية الممارسة الدينية على وجه العموم، لكنها لم تطبق قوانين موجودة فيما يخص بعض القضايا الدينية.
كان هناك خلاف قائم حول قيادة المجتمع المسلم استمر طوال فترة التقرير. انتخب مؤتمر اسلامي أقيم عام 2008 مصطفى عليش حجي مفتيًا عن المسلمين. استنكر منافسه الزعيم الإسلامي نديم غندزيف ذلك المؤتمر مدعيًا قيام حجي بتحوير قوانين الطائفة لصالحه. في شهر أغسطس من عام 2009 حكمت محكمة الاستئناف في صوفيا لصالح غندزيف، وألغت ما نتج عن مؤتمر عام 2008. في 12 مايو 2010، رفضت محكمة النقض العليا الاستئناف الذي قدمه حجي وأكّدت على قرارها بإقصائه عن دوره مفتيًا. أرجع قرار المحكمة العليا في شهر مايو غندزيف إلى منصبه الذي شغله قانونيًا منذ عام 1996. كانت المحكمة قد ألغت سابقًا المؤتمرات الإسلامية التي عقدت في 1997 و2000 و2005. أعاد مؤتمر -تشكَّل في شهر أكتوبر عام 2009- انتخاب حجي بدور المفتي. عُلق قرار المحكمة بخصوص تسجيل حجي في مؤتمر عام 2009 بانتظار قرار المحكمة العليا، واستمر معلقًا في نهاية فترة التقرير. أقام حجي وأنصاره مظاهرة احتجاجًا ضد غندزيف الذي ادعوا سرقته مبلغ 500 ألف دولار عندما أعادته المحكمة مؤقتًا إلى مكتب المفتي العام في عام 2006.